# UGC 116
UGC 116 es una galaxia espiral localizada en la constelación de Piscis.